# 小行星6171
小行星6171（6171 Uttorp）是一颗围绕太阳公转的小行星。1981年10月26日，勞倫斯·G·塔夫（Laurence G. Taff）在索科罗发现了此天体。
这颗小行星的绝对星等为43.02611057897573等。